# Massimo Ferrari (Philosoph)
Massimo Ferrari (* 11. September 1954 in Gressoney-Saint-Jean, Region Aostatal) ist ein italienischer Philosoph und Hochschullehrer.
Ferrari studierte Philosophie an der Staatlichen Universität Mailand bei Mario Dal Pra. Er war Stipendiat am Istituto Italiano per gli Studi Storici und der Alexander von Humboldt-Stiftung. Nachdem er zunächst an der Universität L’Aquila lehrte, ist er seit 2005 ordentlicher Professor für Geschichte der Philosophie an der Universität Turin. Zu seinen Hauptarbeitsgebieten zählt die deutsche und italienische Philosophie im 19. und 20. Jahrhundert, insbesondere der Neukantianismus, der Logische Empirismus und die Phänomenologie.

## Schriften
- Il giovane Cassirer e la scuola di Marburgo, Franco Angeli, Mailand 1988, ISBN 88-204-2728-1.
- I dati dell'esperienza. Il neokantismo di Felice Tocco nella filosofia italiana tra Ottocento e Novecento, Olschki, Florenz 1990.
- Ernst Cassirer. Stationen einer philosophischen Biographie: von der Marburger Schule zur Kulturphilosophie, Meiner, Hamburg 2003, ISBN 3-7873-1636-1 (italienisches Originalausgabe: Olschki, Florenz 1996).
- Introduzione a Il neocriticismo, Laterza, Rom-Bari 1997.
- Non solo idealismo. Filosofi e filosofie in Italia tra Ottocento e Novecento, Le Lettere, Florenz 2006, ISBN 88-7166-980-0.
- Mezzo secolo di filosofia italiana. Dal secondo dopoguerra al nuovo millennio, il Mulino, Bologna 2016, ISBN 978-88-15-23763-7.